# David Martín Lozano
David Martín Lozano   (Barcelona, 2 de gener de 1977) és un exjugador i entrenador de waterpolo català.
Membre del Club Natació Atlètic-Barceloneta, va guanyar 8 Lligues espanyoles, 9 Copes del Rei, 8 Supercopes d'Espanya i 6 Copes de Catalunya.
Amb la selecció absoluta espanyola fou internacional 180 vegades. Va participar en els Jocs Olímpics de Pequín de 2008 i de Londres de 2012. Va guanyar la medalla d'or als Jocs Mediterranis de 2001 i del 2005 i la d'argent als de 2009; la medalla d'argent als Campionats del Món de 2009 i la de bronze als de 2007; i la medalla de bronze als Campionats d'Europa de 2006.
Un cop retirat el 2013, va ser el segon entrenador de Rafa Aguilar a la selecció espanyola durant el Mundial de Barcelona de 2013. Després va ser el segon entrenador del Barceloneta i seleccionador espanyol júnior. El setembre de 2016 va accedir al càrrec de director tècnic de waterpolo de la Federació Catalana de Natació, i el desembre del mateix any fou escollit seleccionador absolut d'Espanya en substitució de Gabi Hernández.